# 11e étape du Tour d'Espagne 2022
Pour un article plus général, voir Tour d'Espagne 2022.
La 11e étape du Tour d'Espagne 2022 se déroule le mercredi 31 août 2022 d'ElPozo Alimentación dans la commune d'Alhama de Murcia (Région de Murcie) au Cabo de Gata (Andalousie), sur une distance de 191,2 km.

## Parcours
Cette étape avec peu de relief et souvent proche des côtes méditerranéennes est normalement dévolue aux sprinteurs.

## Déroulement de la course
Dès le départ, trois hommes s'échappent : le Néerlandais Jetse Bol (Burgos-BH), le Tchèque Vojtěch Řepa (Kern Pharma) et l'Espagnol Joan Bou (Euskaltel-Euskadi). Mais l'avance des trois fuyards reste limitée car le peloton emmené par les équipiers des sprinteurs veille au grain. À 64 kilomètres de l’arrivée, le champion du monde Julian Alaphilippe (Quick-Step Alpha Vinyl) chute et doit abandonner. À 52 kilomètres du terme, Bol lâche ses compagnons d'échappée et s'isole en tête mais il est finalement repris par le peloton 26 kilomètres plus loin. Le peloton regroupé se dirige alors vers l'arrivée. Le sprint massif est remporté par l'Australien Kaden Groves (BikeExchange) devant Danny van Poppel (Bora-Hansgrohe).

## Résultats

### Classement de l'étape
| \| Classement de l'étape \| Classement de l'étape \| Classement de l'étape \| Classement de l'étape \| Classement de l'étape \| \| Coureur \| Coureur \| Pays \| Équipe \| Temps \| \| --------------------- \| --------------------- \| --------------------- \| ---------------------------------- \| --------------------- \| \| 1er \| Kaden Groves \| Australie \| BikeExchange-Jayco \| 5 h 03 min 14 s \| \| 2e \| Danny van Poppel \| Pays-Bas \| Bora-Hansgrohe \| + 0 s \| \| 3e \| Tim Merlier \| Belgique \| Alpecin-Deceuninck \| + 0 s \| \| 4e \| Sebastián Molano \| Colombie \| UAE Team Emirates \| + 0 s \| \| 5e \| Mads Pedersen \| Danemark \| Trek-Segafredo \| + 0 s \| \| 6e \| Daniel McLay \| Royaume-Uni \| Arkéa-Samsic \| + 0 s \| \| 7e \| John Degenkolb \| Allemagne \| Team DSM \| + 0 s \| \| 8e \| Fred Wright \| Royaume-Uni \| Bahrain Victorious \| + 0 s \| \| 9e \| Cédric Beullens \| Belgique \| Lotto-Soudal \| + 0 s \| \| 10e \| Boy van Poppel \| Pays-Bas \| Intermarché-Wanty-Gobert Matériaux \| + 0 s \| |                  |             |                                    |                 |
| |                  |             |                                    |                 |
| Source : ProCyclingStats |                  |             |                                    |                 |
| Classement de l'étape |                  |             |                                    |                 |
| Coureur | Coureur          | Pays        | Équipe                             | Temps           |
| 1er | Kaden Groves     | Australie   | BikeExchange-Jayco                 | 5 h 03 min 14 s |
| 2e | Danny van Poppel | Pays-Bas    | Bora-Hansgrohe                     | + 0 s           |
| 3e | Tim Merlier      | Belgique    | Alpecin-Deceuninck                 | + 0 s           |
| 4e | Sebastián Molano | Colombie    | UAE Team Emirates                  | + 0 s           |
| 5e | Mads Pedersen    | Danemark    | Trek-Segafredo                     | + 0 s           |
| 6e | Daniel McLay     | Royaume-Uni | Arkéa-Samsic                       | + 0 s           |
| 7e | John Degenkolb   | Allemagne   | Team DSM                           | + 0 s           |
| 8e | Fred Wright      | Royaume-Uni | Bahrain Victorious                 | + 0 s           |
| 9e | Cédric Beullens  | Belgique    | Lotto-Soudal                       | + 0 s           |
| 10e | Boy van Poppel   | Pays-Bas    | Intermarché-Wanty-Gobert Matériaux | + 0 s           |

## Classements à l'issue de l'étape

### Classement général
| \| Classement général \| Classement général \| Classement général \| Classement général \| Classement général \| \| Coureur \| Coureur \| Pays \| Équipe \| Temps \| \| ------------------ \| ------------------ \| ------------------ \| ---------------------- \| ------------------ \| \| 1er \| Remco Evenepoel \| Belgique \| Quick-Step Alpha Vinyl \| 39 h 39 min 04 s \| \| 2e \| Primož Roglič \| Slovénie \| Jumbo-Visma \| + 2 min 41 s \| \| 3e \| Enric Mas \| Espagne \| Movistar Team \| + 3 min 03 s \| \| 4e \| Carlos Rodríguez \| Espagne \| Ineos Grenadiers \| + 3 min 55 s \| \| 5e \| Juan Ayuso \| Espagne \| UAE Team Emirates \| + 4 min 53 s \| \| 6e \| João Almeida \| Portugal \| UAE Team Emirates \| + 6 min 45 s \| \| 7e \| Miguel Ángel López \| Colombie \| Astana Qazaqstan Team \| + 6 min 50 s \| \| 8e \| Tao Geoghegan Hart \| Royaume-Uni \| Ineos Grenadiers \| + 7 min 37 s \| \| 9e \| Ben O'Connor \| Australie \| AG2R Citroën Team \| + 7 min 46 s \| \| 10e \| Thymen Arensman \| Pays-Bas \| Team DSM \| + 8 min 44 s \| |                    |             |                        |                  |
| |                    |             |                        |                  |
| Source : ProCyclingStats |                    |             |                        |                  |
| Classement général |                    |             |                        |                  |
| Coureur | Coureur            | Pays        | Équipe                 | Temps            |
| 1er | Remco Evenepoel    | Belgique    | Quick-Step Alpha Vinyl | 39 h 39 min 04 s |
| 2e | Primož Roglič      | Slovénie    | Jumbo-Visma            | + 2 min 41 s     |
| 3e | Enric Mas          | Espagne     | Movistar Team          | + 3 min 03 s     |
| 4e | Carlos Rodríguez   | Espagne     | Ineos Grenadiers       | + 3 min 55 s     |
| 5e | Juan Ayuso         | Espagne     | UAE Team Emirates      | + 4 min 53 s     |
| 6e | João Almeida       | Portugal    | UAE Team Emirates      | + 6 min 45 s     |
| 7e | Miguel Ángel López | Colombie    | Astana Qazaqstan Team  | + 6 min 50 s     |
| 8e | Tao Geoghegan Hart | Royaume-Uni | Ineos Grenadiers       | + 7 min 37 s     |
| 9e | Ben O'Connor       | Australie   | AG2R Citroën Team      | + 7 min 46 s     |
| 10e | Thymen Arensman    | Pays-Bas    | Team DSM               | + 8 min 44 s     |

| Classement par points | Classement par points | Classement par points | Classement par points  | Classement par points |
| Coureur               | Coureur               | Pays                  | Équipe                 | Points                |
| --------------------- | --------------------- | --------------------- | ---------------------- | --------------------- |
| 1er                   | Mads Pedersen         | Danemark              | Trek-Segafredo         | 184 pts               |
| 2e                    | Remco Evenepoel       | Belgique              | Quick-Step Alpha Vinyl | 85 pts                |
| 3e                    | Marc Soler            | Espagne               | UAE Team Emirates      | 81 pts                |
| 4e                    | Fred Wright           | Royaume-Uni           | Bahrain Victorious     | 78 pts                |
| 5e                    | Primož Roglič         | Slovénie              | Jumbo-Visma            | 73 pts                |
| 6e                    | Samuele Battistella   | Italie                | Astana Qazaqstan Team  | 67 pts                |
| 7e                    | Enric Mas             | Espagne               | Movistar Team          | 61 pts                |
| 8e                    | Kaden Groves          | Australie             | BikeExchange-Jayco     | 60 pts                |
| 9e                    | Daniel McLay          | Royaume-Uni           | Arkéa-Samsic           | 56 pts                |
| 10e                   | Tim Merlier           | Belgique              | Alpecin-Deceuninck     | 56 pts                |

| Classement par points | Classement par points | Classement par points | Classement par points  | Classement par points |
| Coureur               | Coureur               | Pays                  | Équipe                 | Points                |
| --------------------- | --------------------- | --------------------- | ---------------------- | --------------------- |
| 1er                   | Mads Pedersen         | Danemark              | Trek-Segafredo         | 184 pts               |
| 2e                    | Remco Evenepoel       | Belgique              | Quick-Step Alpha Vinyl | 85 pts                |
| 3e                    | Marc Soler            | Espagne               | UAE Team Emirates      | 81 pts                |
| 4e                    | Fred Wright           | Royaume-Uni           | Bahrain Victorious     | 78 pts                |
| 5e                    | Primož Roglič         | Slovénie              | Jumbo-Visma            | 73 pts                |
| 6e                    | Samuele Battistella   | Italie                | Astana Qazaqstan Team  | 67 pts                |
| 7e                    | Enric Mas             | Espagne               | Movistar Team          | 61 pts                |
| 8e                    | Kaden Groves          | Australie             | BikeExchange-Jayco     | 60 pts                |
| 9e                    | Daniel McLay          | Royaume-Uni           | Arkéa-Samsic           | 56 pts                |
| 10e                   | Tim Merlier           | Belgique              | Alpecin-Deceuninck     | 56 pts                |

| Classement de la montagne | Classement de la montagne | Classement de la montagne | Classement de la montagne          | Classement de la montagne |
| Coureur                   | Coureur                   | Pays                      | Équipe                             | Points                    |
| ------------------------- | ------------------------- | ------------------------- | ---------------------------------- | ------------------------- |
| 1er                       | Jay Vine                  | Australie                 | Alpecin-Deceuninck                 | 40 pts                    |
| 2e                        | Robert Stannard           | Australie                 | Alpecin-Deceuninck                 | 21 pts                    |
| 3e                        | Jimmy Janssens            | Belgique                  | Alpecin-Deceuninck                 | 17 pts                    |
| 4e                        | Marc Soler                | Espagne                   | UAE Team Emirates                  | 16 pts                    |
| 5e                        | Thibaut Pinot             | France                    | Groupama-FDJ                       | 12 pts                    |
| 6e                        | Rubén Fernández           | Espagne                   | Cofidis                            | 11 pts                    |
| 7e                        | Louis Meintjes            | Afrique du Sud            | Intermarché-Wanty-Gobert Matériaux | 10 pts                    |
| 8e                        | Mark Padun                | Ukraine                   | EF Education-EasyPost              | 10 pts                    |
| 9e                        | Jesús Herrada             | Espagne                   | Cofidis                            | 10 pts                    |
| 10e                       | Remco Evenepoel           | Belgique                  | Quick-Step Alpha Vinyl             | 9 pts                     |

| Classement de la montagne | Classement de la montagne | Classement de la montagne | Classement de la montagne          | Classement de la montagne |
| Coureur                   | Coureur                   | Pays                      | Équipe                             | Points                    |
| ------------------------- | ------------------------- | ------------------------- | ---------------------------------- | ------------------------- |
| 1er                       | Jay Vine                  | Australie                 | Alpecin-Deceuninck                 | 40 pts                    |
| 2e                        | Robert Stannard           | Australie                 | Alpecin-Deceuninck                 | 21 pts                    |
| 3e                        | Jimmy Janssens            | Belgique                  | Alpecin-Deceuninck                 | 17 pts                    |
| 4e                        | Marc Soler                | Espagne                   | UAE Team Emirates                  | 16 pts                    |
| 5e                        | Thibaut Pinot             | France                    | Groupama-FDJ                       | 12 pts                    |
| 6e                        | Rubén Fernández           | Espagne                   | Cofidis                            | 11 pts                    |
| 7e                        | Louis Meintjes            | Afrique du Sud            | Intermarché-Wanty-Gobert Matériaux | 10 pts                    |
| 8e                        | Mark Padun                | Ukraine                   | EF Education-EasyPost              | 10 pts                    |
| 9e                        | Jesús Herrada             | Espagne                   | Cofidis                            | 10 pts                    |
| 10e                       | Remco Evenepoel           | Belgique                  | Quick-Step Alpha Vinyl             | 9 pts                     |

| Classement du meilleur jeune | Classement du meilleur jeune | Classement du meilleur jeune | Classement du meilleur jeune | Classement du meilleur jeune |
| Coureur                      | Coureur                      | Pays                         | Équipe                       | Temps                        |
| ---------------------------- | ---------------------------- | ---------------------------- | ---------------------------- | ---------------------------- |
| 1er                          | Remco Evenepoel              | Belgique                     | Quick-Step Alpha Vinyl       | 39 h 39 min 04 s             |
| 2e                           | Carlos Rodríguez             | Espagne                      | Ineos Grenadiers             | + 3 min 55 s                 |
| 3e                           | Juan Ayuso                   | Espagne                      | UAE Team Emirates            | + 4 min 53 s                 |
| 4e                           | João Almeida                 | Portugal                     | UAE Team Emirates            | + 6 min 45 s                 |
| 5e                           | Thymen Arensman              | Pays-Bas                     | Team DSM                     | + 8 min 44 s                 |
| 6e                           | Gino Mäder                   | Suisse                       | Bahrain Victorious           | + 11 min 52 s                |
| 7e                           | Sergio Higuita               | Colombie                     | Bora-Hansgrohe               | + 13 min 36 s                |
| 8e                           | José Félix Parra             | Espagne                      | Equipo Kern Pharma           | + 25 min 09 s                |
| 9e                           | Clément Champoussin          | France                       | AG2R Citroën Team            | + 39 min 00 s                |
| 10e                          | Santiago Buitrago            | Colombie                     | Bahrain Victorious           | + 39 min 54 s                |

| Classement du meilleur jeune | Classement du meilleur jeune | Classement du meilleur jeune | Classement du meilleur jeune | Classement du meilleur jeune |
| Coureur                      | Coureur                      | Pays                         | Équipe                       | Temps                        |
| ---------------------------- | ---------------------------- | ---------------------------- | ---------------------------- | ---------------------------- |
| 1er                          | Remco Evenepoel              | Belgique                     | Quick-Step Alpha Vinyl       | 39 h 39 min 04 s             |
| 2e                           | Carlos Rodríguez             | Espagne                      | Ineos Grenadiers             | + 3 min 55 s                 |
| 3e                           | Juan Ayuso                   | Espagne                      | UAE Team Emirates            | + 4 min 53 s                 |
| 4e                           | João Almeida                 | Portugal                     | UAE Team Emirates            | + 6 min 45 s                 |
| 5e                           | Thymen Arensman              | Pays-Bas                     | Team DSM                     | + 8 min 44 s                 |
| 6e                           | Gino Mäder                   | Suisse                       | Bahrain Victorious           | + 11 min 52 s                |
| 7e                           | Sergio Higuita               | Colombie                     | Bora-Hansgrohe               | + 13 min 36 s                |
| 8e                           | José Félix Parra             | Espagne                      | Equipo Kern Pharma           | + 25 min 09 s                |
| 9e                           | Clément Champoussin          | France                       | AG2R Citroën Team            | + 39 min 00 s                |
| 10e                          | Santiago Buitrago            | Colombie                     | Bahrain Victorious           | + 39 min 54 s                |

| Classement par équipes | Classement par équipes             | Classement par équipes | Classement par équipes |
| Équipe                 | Équipe                             | Pays                   | Temps                  |
| ---------------------- | ---------------------------------- | ---------------------- | ---------------------- |
| 1re                    | Ineos Grenadiers                   | Royaume-Uni            | 118 h 23 min 43 s      |
| 2e                     | UAE Team Emirates                  | Émirats arabes unis    | + 29 s                 |
| 3e                     | Bahrain Victorious                 | Bahreïn                | + 11 min 31 s          |
| 4e                     | Movistar Team                      | Espagne                | + 12 min 45 s          |
| 5e                     | EF Education-EasyPost              | États-Unis             | + 14 min 02 s          |
| 6e                     | Astana Qazaqstan Team              | Kazakhstan             | + 14 min 09 s          |
| 7e                     | Intermarché-Wanty-Gobert Matériaux | Belgique               | + 16 min 43 s          |
| 8e                     | Jumbo-Visma                        | Pays-Bas               | + 19 min 01 s          |
| 9e                     | Bora-Hansgrohe                     | Allemagne              | + 19 min 51 s          |
| 10e                    | Groupama-FDJ                       | France                 | + 43 min 50 s          |

| Classement par équipes | Classement par équipes             | Classement par équipes | Classement par équipes |
| Équipe                 | Équipe                             | Pays                   | Temps                  |
| ---------------------- | ---------------------------------- | ---------------------- | ---------------------- |
| 1re                    | Ineos Grenadiers                   | Royaume-Uni            | 118 h 23 min 43 s      |
| 2e                     | UAE Team Emirates                  | Émirats arabes unis    | + 29 s                 |
| 3e                     | Bahrain Victorious                 | Bahreïn                | + 11 min 31 s          |
| 4e                     | Movistar Team                      | Espagne                | + 12 min 45 s          |
| 5e                     | EF Education-EasyPost              | États-Unis             | + 14 min 02 s          |
| 6e                     | Astana Qazaqstan Team              | Kazakhstan             | + 14 min 09 s          |
| 7e                     | Intermarché-Wanty-Gobert Matériaux | Belgique               | + 16 min 43 s          |
| 8e                     | Jumbo-Visma                        | Pays-Bas               | + 19 min 01 s          |
| 9e                     | Bora-Hansgrohe                     | Allemagne              | + 19 min 51 s          |
| 10e                    | Groupama-FDJ                       | France                 | + 43 min 50 s          |

## Abandons
Six coureurs quittent la Vuelta lors de la 11e étape :
- Simon Yates (BikeExchange Jayco) : non-partant, positif au Covid-19[2]
- Pavel Sivakov (Ineos Grenadiers) : non-partant, positif au Covid-19[3]
- Pau Miquel (Kern Pharma) : non-partant, positif au Covid-19[4]
- Roger Adrià (Kern Pharma) : non-partant, positif au Covid-19[4]
- Héctor Carretero (Kern Pharma) : non-partant, positif au Covid-19[4]
- Julian Alaphilippe (Quick-Step Alpha Vinyl) : abandon